# Байконис (Жетисайський район)
Байкони́с (каз. Байқоныс) — село у складі Жетисайського району Туркестанської області Казахстану. Входить до складу Жилисуського сільського округу.
У радянські часи село називалось Комунізм.
Населення — 2225 осіб (2021; 2397 у 2009, 1858 у 1999, 1332 у 1989).